# Campeonato Europeo de Vóley Playa de 1994
El II Campeonato Europeo de Vóley Playa se celebró en dos sedes: el torneo masculino en Almería (España) y el torneo femenino en Espinho (Portugal) en el año 1994 bajo la organización de la Confederación Europea de Voleibol (CEV), la Real Federación Española de Voleibol y la Federación Portuguesa de Voleibol.

## Medallistas
| Evento    | Oro                                     | Plata                                                | Bronce                                         |
| --------- | --------------------------------------- | ---------------------------------------------------- | ---------------------------------------------- |
| Masculino | Jan Kvalheim · Bjørn Maaseide · Noruega | Javier Bosma · Santiago Aguilera · España            | Jörg Ahmann · Axel Hager · Alemania            |
| Femenino  | Beate Bühler · Danja Müsch · Alemania   | Martina Hudcová · Dolores Štorková · República Checa | Lucilla Perrotta · Cristiana Parenzan · Italia |

## Medallero
| Núm. | País            | Oro | Plata | Bronce | Total |
| ---- | --------------- | --- | ----- | ------ | ----- |
| 1    | Alemania        | 1   | 0     | 1      | 2     |
| 2    | Noruega         | 1   | 0     | 0      | 1     |
| 3    | España          | 0   | 1     | 0      | 1     |
| 3    | República Checa | 0   | 1     | 0      | 1     |
| 5    | Italia          | 0   | 0     | 1      | 1     |
|      | TOTAL           | 2   | 2     | 2      | 6     |